# Lupinus staffordiae
Lupinus staffordiae är en ärtväxtart som beskrevs av Charles Piper Smith. Lupinus staffordiae ingår i släktet lupiner, och familjen ärtväxter. Inga underarter finns listade i Catalogue of Life.